# Biernatów (Opole)
Biernatów is een plaats in het Poolse district  Głubczycki, woiwodschap Opole. De plaats maakt deel uit van de gemeente Głubczyce.